# Crangonyx minor
Crangonyx minor är en kräftdjursart som beskrevs av Edward Lloyd Bousfield 1958. Crangonyx minor ingår i släktet Crangonyx och familjen Crangonyctidae. Inga underarter finns listade i Catalogue of Life.